# Saffiorfik
Saffiorfik [ˌsafːiˈɔfːik] (nach alter Rechtschreibung Savfiorfik) ist eine wüst gefallene grönländische Siedlung im Distrikt Upernavik in der Avannaata Kommunia.

## Lage
Saffiorfik liegt im Süden der Insel Tasiusaq an der Spitze einer kleinen Halbinsel. Neun Kilometer nördlich auf derselben Insel befindet sich der Ort Tasiusaq.

## Geschichte
Saffiorfik wurde nach 1887 besiedelt. Ab 1911 gehörte der Ort zur Gemeinde Tasiusaq. 1918 hatte der Wohnplatz 16 Einwohner. Die zwei Familien lebten in zwei Häusern, von denen eines sehr klein und schlecht gebaut und das andere deutlich größer war. Es ist berichtet, dass die Bewohner eher faul waren und so trotz der guten Fangmöglichkeiten oft hungerten. Zwischen 1930 und 1950 lebten zwischen acht und zwölf Personen in Saffiorfik. 1950 wurde Saffiorfik Teil der neuen Gemeinde Upernavik, aber bereits ein Jahr später verließen die letzten zehn Bewohner den Wohnplatz.